# 長體頦胎䲁
長體頦胎䲁（學名：Cancelloxus elongatus），為輻鰭魚綱䲁形目胎䲁科頦胎䲁屬的一個種，分布於東南大西洋南非斯托姆河河口到阿爾哥亞灣海域，深度10至25公尺，本魚身體細長，頭部尖銳，下顎略突出，背部和腹部的輪廓是直的，眼小，背鰭低且高低均勻，背鰭起點位於鰓蓋上方，腹鰭鰭條約有三分之一的長度超出膜外，最後一根鰭條發達，長度超過中鰭鰭條的一半，體色從淺白色到白色，帶有兩條深色的垂直條紋，背鰭硬棘38-43枚、背鰭軟條3-4枚、臀鰭硬棘2枚、臀鰭軟條27-32枚，體長可達5公分，棲息在有岩石的沙底質水域，通常將身體埋入沙中，雌魚產附著性卵，雄魚會守護卵，幼魚為浮游性，生活習性不明。